# Rouffach
Rouffach é uma comuna francesa na região administrativa de Grande Leste, no departamento Alto Reno. Estende-se por uma área de 40,21 km². Em 2010 a comuna tinha 4 661 habitantes (densidade: 116,4 hab./km²).

## Geografia
Rouffach situa-se às margens do Lauch, 15 km ao sul de Colmar e 28 km ao norte de Mulhouse. O maciço dos Vosges abrange parte do seu território, que possui vinhas de excelente reputação.
A comuna de Rouffach possui um enclave situado a noroeste de Soultzmatt.

## História
A criação da cidade remonta aos romanos, que a chamaram Rubeaquum (água vermelha), devido à presença de uma fonte natural rica em ferro que lhe dava a cor avermelhada. A cidade é, no século V, uma residência dos reis merovíngios da Austrásia, que constroem o castelo de Isenbourg. No século VII, a cidade é testemunha de um milagre: o bispo de Estrasburgo, Arbogast, ressuscita o filho do rei Dagoberto II, que em reconhecimento oferece a cidade ao príncipe-bispo de Estrasburgo. A cidade transforma-se, assim, na capital das possessões do bispado sob a forma do Haut-Mundat, do qual também faz parte Eguisheim. A cidade apresenta um forte desenvolvimento e constrói uma muralha de proteção. Essa época de prosperidade é interrompida com a Guerra dos Trinta Anos, durante a qual a cidade é destruída pelos suecos. No final da guerra, com a anexação da Alsácia pela França, o Haut-Mundat deixa de existir. A cidade reencontra a prosperidade nos anos seguintes, graças principalmente às suas vinhas, e é poupada durante as guerras seguintes.